# Владимир Табашевић
Владимир Бошњак Табашевић (Мостар, 19. септембар 1986) српски је књижевник и филозоф. Године 2019. добио је Нинову награду за роман Заблуда Светог Себастијана.

## Биографија
Рођен је у Мостару, под пуним именом Владимир Бошњак Табашевић. Пореклом је из мешовите породице, од мајке Српкиње, зубног лекара, и оца Хрвата, радника Ауто-мото савеза. Презиме Бошњак потиче од оца, презиме Табашевић, од мајке. Стицај таквих породичних и друштвених околности одређује Табашевићев однос према његовој књижевности, што се препознаје у његовим литерарним опсесијама ратом, језиком, идентитетом и смрћу.  Студирао је филозофију на београдском Универзитету.
Био је члан песничке групе Cache, заједно са Тамаром Шушкић, Урошем Котлајићем, Гораном Коруновићем и Бојаном Васићем.

## Дело
Прва књига песама Коагулум (2010), објављена је у оквиру наградног конкурса Фестивала младих песника у Зајечару, као награда за најуспелији циклус поезије. Друга књига поезије Трагус (2012) настаје као самиздат издање, у оквиру поменуте песничке групе, као и остале две књиге: Кундак (2013) и Хрватски кундак (2014). За причу Рат добио је I награду на Биберовом фестивалу. Објавио је романе:Тихо тече Мисисипи (2015), са којим је био у ужем избору за престижну НИН-ову награду, и за који је добио регионалну награду Мирко Ковач, затим Па као (2016) који се нашао у најужем избору за НИН-ову награду и Заблуда Светог Себастијана (2018). који је награђен НИН-овом наградом за роман године.
Оснивач је и један од уредника интернет часописа Презупч који се бави питањем класних односа у друштву.
На његово стваралаштво изразит утицај су имали аутори: Момчило Настасијевић, Милош Црњански, Војислав Деспотов, Владимир Копицл, Новица Тадић, али и мислиоци: Гастон Башлар, Валтер Бенјамин, Жил Делез, Феликс Гатари, Луј Алтисер, Жак Дерида, Жак Лакан.
Поједини медији и критичари га наводе као једног од водећих писаца нове генерације српске односно постјугословенске књижевности.

## Лични живот
Током основне школе, његово презиме Бошњак бива повод за реализацију националистичке агенде карактеристичне за Београд из деведесетих. У том периоду је његова учитељица Татјана Михаиловић у дневнику прецртала презиме Бошњак, у име будућег одличног успеха Владимира као ђака.
Он живи на периферији Београда са својим полубратом Небојшом Човићем Табашевићем.

## Награде и признања
- I награда на Фестивалу младих песника у Зајечару (2010)
- I Награда Биберовог фестивала за причу Рат (2016)
- Награда Мирко Ковач за роман Тихо тече Мисисипи (2016)
- НИН-ова награда за роман Заблуда Светог Себастијана (2019)[18]

## Дела

### Књиге поезије
- Коагулум, Фестивал младих песника, Зајечар (2010)[19]
- Трагус самиздат, Београд (2012)
- Кундак, самиздат, Београд (2013)
- Хрватски кундак, самиздат, Београд (2014)
- Троје, Самиздат Б92, Београд (2016) са Огњенком Лакићевић и Иваном Токином[20]

### Романи
- Тихо тече Мисисипи, Студио Знак, Београд, прво издање (2015)[21]
- Па као, Лагуна, Београд, прво издање (2016)[22]
- Заблуда Светог Себастијана, Лагуна, Београд, прво издање (2018)[23]
- Ноћне речи, Лагуна, Београд (2023)[24]

### Антологије поезије
Заступљен као аутор у следећим антологијама поезије:
- Van, Tu: Free, ОКФ, Цетиње, (2012)[25]
- Простори и фигуре, Службени гласник, (2013)[26]
- Рестарт, Дом културе студентски град, (2014)[27]

### Антологије прича
- Biber 01, Београд; Сарајево, Центар за ненасилну акцију, Антологија Бибер фестивала (2016)[28]